# 13268 Trevorcorbin
A 13268 Trevorcorbin (ideiglenes jelöléssel 1998 QS34) a Naprendszer kisbolygóövében található aszteroida. A LINEAR projekt keretében fedezték fel 1998. augusztus 17-én.